# Passante di Mestre

Il tracciato del Passante di Mestre (in blu) e il sistema autostradale di Venezia-Mestre

Per passante di Mestre si intende il tratto autostradale dell'A4, lungo 32,3 km, che permette di evitare l'attraversamento dell'ex tratto urbano dell'A4, ora ridenominato A57 - tangenziale di Mestre.
Aperto l'8 febbraio 2009, è gestito da CAV S.p.A. (50% ANAS, 50% Regione del Veneto).
Lungo il percorso vi sono gli svincoli di Preganziol (aperto il 18 febbraio 2009), quello di Spinea (entrato in funzione il 15 luglio 2009) e quello di Martellago-Scorzè (aperto il 1º aprile 2015); vi sono inoltre le due interconnessioni con l'A57-tangenziale di Mestre (alle estremità est e ovest) e l'interconnessione (aperta il 24 maggio 2009) con l'autostrada A27.
L'apertura del passante ha comportato l'arretramento verso Venezia della precedente barriera di Venezia Est e dello svincolo di Quarto d'Altino (questi ultimi ora si trovano nell'A57), così come l'arretramento, sempre verso Venezia, della barriera di Venezia Nord della A27; questo per consentire il transito diretto, senza barriere, senza soluzione di continuità, sul tratto autostradale tra Milano e Trieste, nonché tra la A4 e la A27.

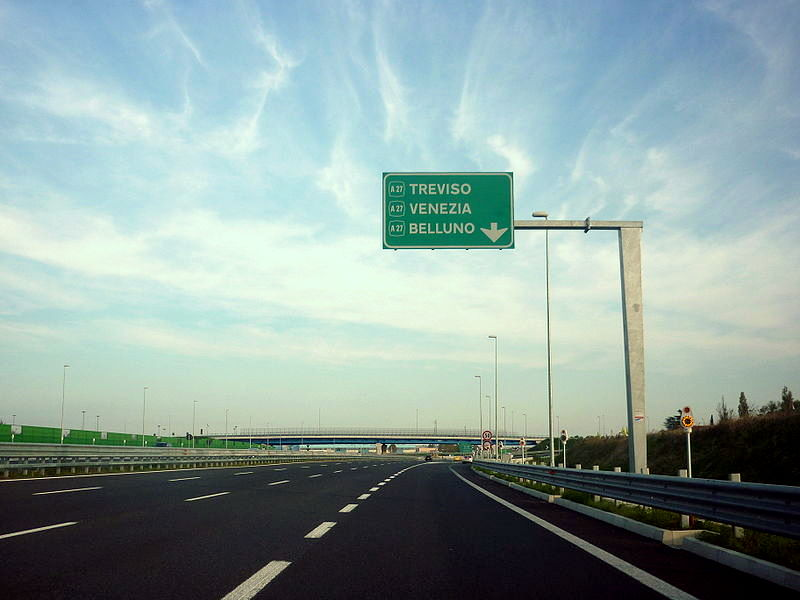
Il Passante di Mestre in direzione Trieste nei pressi dell'interconnessione con l'A27

Con l'apertura del passante è stata decongestionata l'attuale tangenziale di Mestre, tratto ora affiancato dal passante, e nella stessa A57 sono diminuiti gli incidenti stradali.
Rispetto al progetto iniziale sono stati realizzati 4,5 km (il 15 % del tracciato complessivo) di variante nei pressi di Salzano e Martellago per proteggere un sito di interesse comunitario e non è stata costruita l'area di servizio prevista, in quanto il progetto non è stato approvato dalla Commissione Nazionale VIA (Valutazione di Impatto Ambientale). È tuttavia in corso una nuova progettazione per la costruzione di un'area di servizio bidirezionale.

## Comuni attraversati
I comuni attraversati dal passante sono:
- Pianiga: la località Roncoduro di Cazzago di Pianiga nell'area dell'ex casello autostradale
- Mirano: l'intera frazione di Vetrego, la località di Formigo di Scaltenigo, le località Porara, Olmo e Trescievoli
- Mira: poche centinaia di metri quadri della frazione di Marano di Mira
- Spinea: la frazione di Crea di Spinea e le località della Fossa e di Luneo
- Martellago: la frazione di Maerne, la località Ca' della Nave nel capoluogo
- Salzano: la località Villetta, la frazione di Robegano
- Scorzè: le frazioni di Cappella e di Peseggia
- Zero Branco: poche centinaia di metri quadri del territorio comunale
- Mogliano Veneto: l'intera frazione di Campocroce di Mogliano, lo svincolo e casello della A27, l'intera frazione di Bonisiolo
- Preganziol: la parte sud della frazione di Sambughè e del capoluogo
- Casale sul Sile: la frazione di Conscio
- Quarto d'Altino: poche centinaia di metri quadri del territorio comunale nell'area del casello autostradale

## Costi di costruzione
- > 986 000 000 € il costo complessivo dell'opera IVA esclusa,

dei quali 284 000 000 € a carico dello Stato e 702 500 000 € saranno recuperati dalla riscossione dei pedaggi.
- 103 000 000 € per opere complementari a carico della Regione del Veneto.[9]
- 1 200 espropri per 4 milioni di metri quadrati (200 000 000 €).

Il valore dei terreni agricoli, grazie a un accordo con le associazioni di categoria, è stato valutato tre volte di più del VAM (Valore agricolo medio).
- 200 imprese coinvolte, 400/700 operai impiegati quotidianamente oltre ai 6 000/7 000 impiegati nell'indotto.[10]

Il gestore CAV ha il compito di restituire all'ANAS le spese che ANAS stesso ha anticipato.

## Caratteristiche tecniche
La carreggiata è composta da tre corsie (ognuna delle quali da 3,75 m di larghezza) più la corsia di emergenza (larga 3,0 m) per ogni senso di marcia. Le due carreggiate sono separate da uno spartitraffico centrale largo minimo 2,60 metri ed è presente inoltre un ciglio stradale largo un metro.
La sezione tipo dell'autostrada è conforme alla categoria A (autostrade in ambito extra urbano) con larghezza pari a 32,5 metri. Il passante si sviluppa attraverso 9 tratti in trincea, 8 gallerie artificiali e 4 viadotti.
- 8 tratti in trincea per uno sviluppo complessivo di 2 035 metri: FFSS Venezia-Padova (Vetrego di Mirano): 295 m; Via Caltana (Marano-Scaltenigo): 175 m; rotatoria Strada Miranese (Spinea-Orgnano): 238 m; Via XXV Aprile (Robegano): 154 m; Strada Castellana (Martellago): 390 m; Via Moglianese (Cappella): 278 m; FFSS Venezia-Treviso e Strada Pontebbana: 445 m; interconnessione con A27: 60 m.
- 4 viadotti per 1.515 metri, in corrispondenza dei caselli di Spinea e Preganziol, sulla ferrovia Mestre-Castelfranco e presso Salzano.
- 15 attraversamenti fluviali con ponti a singola campata di luci comprese tra 25 e 35 m.
- 13 sovrappassi e 19 sottopassi della sede autostradale.
- 3 opere a sifone dei corsi d'acqua.
- 3 nuovi caselli intermedi: a Spinea, Martellago e Preganziol.

## Mitigazione ambientale:passante verde
Inoltre per mitigare l'impatto ambientale e migliorare l'inserimento dell'autostrada nel contesto territoriale è stato ideato da Coldiretti Venezia il cosiddetto Passante verde. Lo studio, presentato nel 2004 e realizzato dallo Studio Metroplan di Venezia in collaborazione con il Dipartimento di Architettura e Ingegneria dell'Università di Padova e di Veneto Agricoltura, prevede la realizzazione di un sistema articolato di interventi ambientali lungo l'asse autostradale finalizzati a mitigare gli impatti dell'autostrada e a ricucire la cesura determinata sul territorio dando forma ad un parco territoriale esteso 30 km. Il Passante verde avrà un'estensione di 30 km circa e si svilupperà tra i fiumi Brenta e Dese e tra Mirano, Spinea, Martellago e Maerne. I lavori sono iniziati il 12 novembre 2009 con una spesa preventivata di 28 000 000 € oltre ai 2 milioni di euro annui previsti per la manutenzione. La progettazione esecutiva degli interventi è stata coordinata da PDM Scpa realizzata dallo studio Metroplan con lo studio Dauria-Pisano e la società Giardini e Paesaggi.

## Storia
Le prime idee per la costruzione di un nuovo tracciato autostradale nella zona di Mestre, alternativo al precedente, risalgono al 1980. Nel 1990 venne redatta la prima proposta concreta, inserita nel Piano strategico dei Trasporti della Regione del Veneto, di un passante corrispondente a quello effettivamente costruito per rispondere, già allora, ai problemi di traffico del precedente tracciato (progettato per 55 000 transiti al giorno, è arrivato a sopportarne 150 000 nei primi anni del 2000). Il progetto preliminare venne redatto dalla Regione del Veneto nel 1997 assieme all'accordo quadro tra Stato e Regione firmato il 1º agosto 1997.

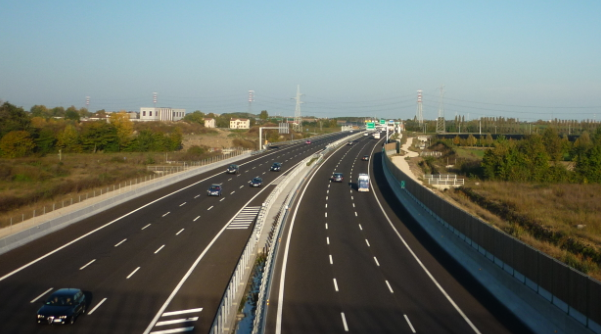
Il Passante di Mestre nei pressi della località Vetrego

 Nel giugno del 1998 Regione del Veneto ha inviato al Ministero dei lavori pubblici il progetto preliminare del 1997. Un nuovo accordo tra Stato e Regione venne redatto il 9 agosto 2001. Il 31 ottobre del 2002 il CIPE ha stanziato 113 milioni di euro per la realizzazione del passante. Sempre nel 2002, il 2 dicembre, l'ANAS ha concluso l'istruttoria e ha approvato i piani finanziari delle società concessionarie autostradali (Autostrade SpA, Autovie Venete, Autostrada Venezia-Padova) proponenti il progetto assieme allo Studio di Impatto Ambientale (SIA).
Il 23 dicembre del 2002 l'ANAS ha espresso il proprio parere tecnico favorevole. Nel gennaio del 2003 il progetto preliminare del passante è stato presentato all'ANAS dalle tre società concessionarie (il 6 febbraio 2003 è stato successivamente approvato dall'ANAS), il 28 febbraio 2003 è stato dichiarato dal Presidente del Consiglio dei Ministri Silvio Berlusconi lo stato d'emergenza per il traffico di Mestre,  il 19 marzo 2003 è stato nominato un Commissario delegato per l'emergenza socio economico ambientale della viabilità di Mestre (che doveva rimanere in carica fino al 30 novembre 2009 ma l'incarico è stato prorogato il 27 novembre 2009) con il compito, tra gli altri, di curare la costruzione dell'infrastruttura. Il 16 aprile 2003 il Commissario ha avviato le procedure per l'approvazione del progetto preliminare, il 22 aprile 2003 è stato pubblicato l'avviso di deposito del progetto stesso (reso pubblico qualche giorno dopo al Taliercio, il palazzetto dello sport di Mestre), il 9 giugno 2003 la Commissione Regionale Valutazione Ambientale ha espresso parere favorevole ma con prescrizioni, recepite il giorno seguente dalla Giunta Veneta, a luglio 2003 il Ministero dell'Ambiente e il Ministero dei Beni Culturali hanno espresso parere favorevole con osservazioni e prescrizioni, il 4 agosto 2003 è stato pubblicato il bando di gara nella Gazzetta Ufficiale della Comunità Europea (con scadenza per la presentazione delle domande il 30 settembre 2003), il 16 settembre 2003 la Commissione Speciale di Valutazione Impatto Ambientale ha espresso all'unanimità parere favorevole anche se con prescrizioni, il 6 ottobre 2003 è stato sottoscritto l'accordo tra le associazioni degli agricoltori e il Commissario riguardante gli indennizzi per gli espropri, mentre il 7 novembre 2003 il CIPE ha approvato il progetto preliminare. 

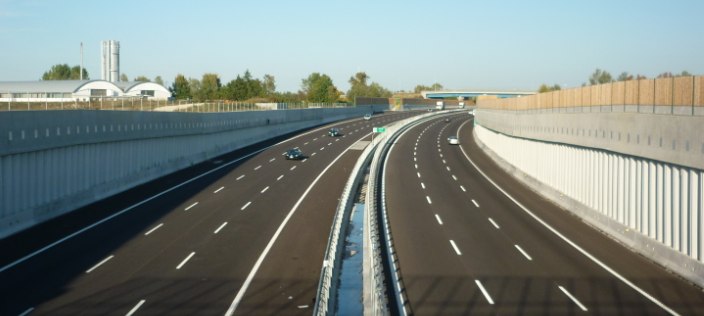
Il Passante di Mestre in un tratto in trincea

Il 25 febbraio 2004 viene comunicato l'esito della Commissione giudicante che assegna la progettazione definitiva ed esecutiva ad un'ATI risultata vincitrice sia per un maggior punteggio nell'offerta tecnica sia per un ribasso sull'importo a base d'asta dell'11,6 %. Nell'aprile del 2004 una società concorrente ha presentato ricorso al TAR con una richiesta di sospensiva respinta (il 30 aprile 2004) e nel novembre dello stesso anno il TAR ha respinto il ricorso e la società concorrente non ha presentato appello.
Il 30 aprile 2004 viene stipulato il contratto presso la sede della Giunta regionale, il 12 giugno del 2004 la società Passante di Mestre S.C.p.A. consegna al Commissario delegato per l'emergenza socio-economico-ambientale della viabilità di Mestre e all'Assessore alla Mobilità della Regione del Veneto la documentazione del progetto definitivo, il 3 settembre 2004 si è svolta la Conferenza dei servizi tra i vari enti interessati, a vario titolo, dall'opera (definiti tecnicamente interferiti), il 20 settembre dello stesso anno è approvato il progetto definitivo dal Commissario delegato per l'emergenza socio-economico-ambientale con decreto nº 12, mentre la realizzazione dell'opera è iniziata l'11 dicembre 2004, a cura della società consortile passante di Mestre. La mandataria della società Passante di Mestre S.C.p.A. è stata l'Impregilo (con il 42 % del capitale). Le società Grandi Lavori Finconsit, Fip Industriale, Cooperativa Muratori e Cementisti (C.M.C.), Consorzio Cooperative Costruzioni, Consorzio Veneto Cooperativo, Serenissima Costruzioni hanno altresì fatto parte della società consortile. Il Passante di Mestre è stata la prima infrastruttura inserita nella Legge obiettivo e la prima a essere realizzata con la formula del general contractor.

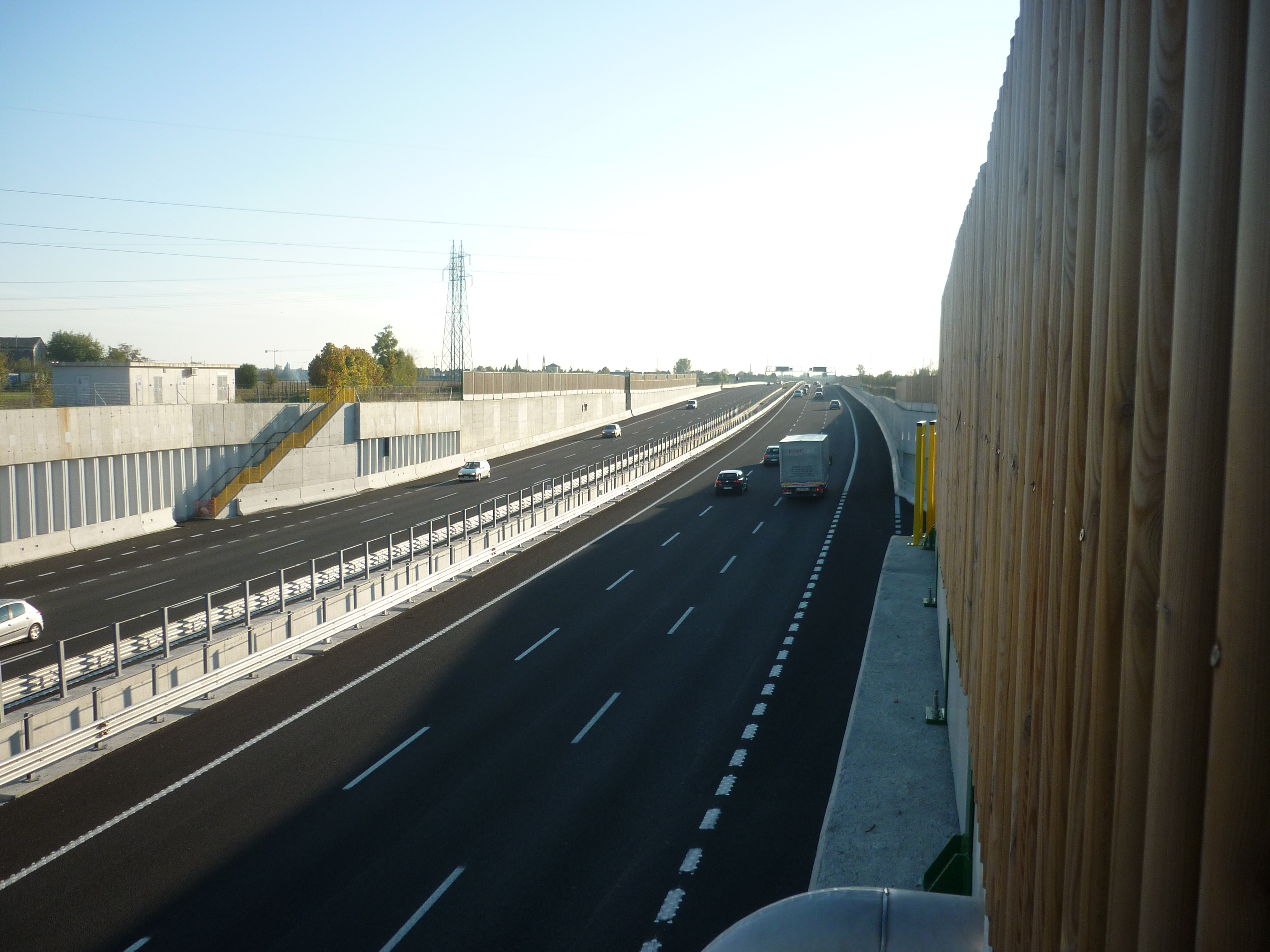
Il Passante di Mestre in un altro tratto in trincea dove sono presenti anche le scale d'emergenza

I lavori dovevano finire il 2 maggio 2008, dopo 1 320 giorni, invece sono stati conclusi nel dicembre 2008; l'apertura al traffico è avvenuta, dopo i collaudi, l'8 febbraio del 2009. Tuttavia prima dell'8 febbraio 2009 era stato aperto (e classificato provvisoriamente come Nuova Strada Anas 310, sotto gestione diretta dell'ANAS), il 6 agosto del 2007, il tratto di 4,290 km tra Venezia Est e l'interconnessione con l'A27 (solo in direzione A27-Belluno), chiuso però nel 2008 per i lavori del passante nella zona di Venezia Est, tra i quali quelli per la costruzione della nuova barriera di Venezia Est dell'A57.

## Progetti alternativi
L'ipotesi alternativa alla costruzione del passante era la realizzazione di un tunnel autostradale alternativo alla tangenziale di Mestre ma con il medesimo percorso sotterraneo. Il 26 ottobre 1999 e il 24 luglio 2000 si tennero due riunioni tra le varie istituzioni interessate dall'opera per discutere quale progetto tra il passante e il tunnel fosse preferibile. Nella riunione conclusiva dell'11 novembre del 2000 tra il Ministero dei lavori pubblici, la Regione del Veneto, la provincia e il Comune di Venezia e i Comuni del territorio, su 16 comuni interessati dall'opera, il progetto del tunnel venne approvato da 14: tutti tranne i comuni di Marcon e di Quarto d'Altino. La Commissione successivamente riprese i lavori per ottenere l'approvazione di tutti i soggetti interessati ma con la caduta del governo Amato il progetto venne ridiscusso dal governo Berlusconi a causa dei tempi di costruzione, più lunghi per il tunnel rispetto al passante, e per l'influenza del presidente della Regione del Veneto Galan. Il progetto del tunnel non è accantonato ma non ha ricevuto finanziamenti ed è stato inserito in un accordo del 2001 tra Regione del Veneto e Stato che assegnava la priorità alla costruzione del Passante di Mestre ma che prevedeva la necessità di realizzare, in futuro (quando sarà costruita l'Autostrada Romea Commerciale o Nuova Romea con il percorso Venezia-Ravenna-Perugia-Orte), anche il tunnel sotto l'attuale tangenziale di Mestre.